# Liam O’Brien (labdarúgó, 1964)
William Francis „Liam” O’Brien (Dublin, 1964. szeptember 5. –) ír válogatott labdarúgó.

## Pályafutása

### Klubcsapatban
Dublinban született. Pályafutását a Bohemian-ba kezdte 1982-ben, ahol mindössze egy évig játszott és csak öt mérkőzésen szerepelt. 1983-ban a Shamrock Rovers igazolta le, melynek tagjaként három alkalommal nyerte meg az ír bajnokságot és két alkalommal az ír kupát. 1986-ban szerződtette a Manchester United, ahol két évet töltött el, majd a Newcastle Unitedhez került melynek színeiben hat szezonon keresztül játszott. A későbbiekben 1994 és 1999 között a Tranmere Rovers, 1999 és 2000 között a Cork City, 2000 és 2002 között a Bohemian játékosa volt. 

### A válogatottban
1986 és 1996 között 16 alkalommal szerepelt az ír válogatottban. Részt vett az 1988-as Európa-bajnokságon.

## Sikerei, díjai
Shamrock Rovers
- Ír bajnok (3): 1983–84, 1984–85, 1985–86
- Ír kupa (2): 1984–85, 1985–86

Newcastle United
- Angol másodosztályú bajnok (1): 1992–93